# Albán (Lugo)
Albán (llamada oficialmente Santa María de Albán) es una parroquia y una aldea española del municipio de Sarria, en la provincia de Lugo, Galicia.

## Organización territorial
La parroquia está formada por tres entidades de población, constando dos de ellas en el nomenclátor del Instituto Nacional de Estadística español:

### Entidades de población
Entidades de población que forman parte de la parroquia:
- Albán
- Pacios

### Despoblado
Despoblado que forma parte de la parroquia:
- Albaredo (Albaredos)

## Demografía

### Parroquia
| Gráfica de evolución demográfica de Albán (parroquia) entre 2000 y 2021 |
|                                                                         |
| Datos según el nomenclátor publicado por el INE.                        |

### Aldea
| Gráfica de evolución demográfica de Albán (aldea) entre 2000 y 2021 |
|                                                                     |
| Datos según el nomenclátor publicado por el INE.                    |